# دومین مراسم تحلیف دونالد ترامپ
مراسم تحلیف دونالد ترامپ به عنوان چهل و هفتمین رئیس‌جمهور ایالات متحده آمریکا در روز دوشنبه ۲۰ ژانویه ۲۰۲۵ برگزار شد و بخاطر سرما و وزش باد شدید، این مراسم در داخل ساختمان کنگره در واشینگتن دی سی برگزار شد که شصتمین مراسم تحلیف یک رئیس‌جمهور در آمریکا محسوب می‌شود. اولین مراسم تحلیف دونالد ترامپ هشت سال قبل در ژانویه ۲۰۱۷ بود.
این مراسم شامل مراسم سوگند، مراسم امضا، ضیافت ناهار افتتاحیه، اولین مراسم افتخار و سپس راهپیمایی و رژه در کپیتال وان آرنا بود. توپ‌های افتتاحیه در مکان‌های مختلف قبل و بعد از مراسم افتتاحیه شلیک می‌شوند.